# Michail Clodt von Jürgensburg
Michail Konstantinovitj Clodt von Jürgensburg (ryska: Михаил Константинович Клодт), född 1832 i Sankt Petersburg, död 1902 i Sankt Petersburg, var en rysk målare i realistisk stil.
Michail Clodt von Jürgensburg föddes in i den konstnärliga familjen Clodt von Jürgensburg, Hans far, Konstantin Clodt von Jürgensburg, var general och den första  trägravören i Ryssland. Hans farbror Peter Clodt von Jürgensburg var en berömd skulptör. Han var bror till Elisabeth Järnefelt.
Han utbildade sig i teckning först på Gruvinstitutet och därefter på Kejserliga Konstakademien 1851–58. Efter att ha fått en stor guldmedalj, fick han ett stipendium för att under tre år studera målning i Frankrike, Schweiz och Italien, men bröt upp efter ett år med motiveringen att utländska landskap inte inspirerade honom och att de franska och italienska konstskolor var underlägsna de ryska. Efter att ha återvänt till Ryssland fick han tillåtelse att använda resterande stipendiebelopp för att resa i Ryssland. 
År 1863 fick Michail Clodt von Jürgensburg erkännande för sin målning Landsväg på hösten och senare ännu mer beröm för På fälten 1872 och Skogsvy mitt på dagen 1878. Kritikerna hyllade hans hängivna skildringar av det ryska landskapet och hans omsorg om detaljer.
Michail Clodt von Jürgenburg var grundande medlem av konstnärsgruppen Peredvizjnikerna, men denna accepterade inte helt honom som sin, delvis beroende av Clodts skarp kritiska hållning, delvis på grund av att han upprätthöll sin progessorsstol på Kejserliga Konstadademien 1871-86.  Sedan han riktat speciellt stark kritik mot Archip Kuindzji tvingades han lämna Peredvizjnikerna, och drog sig också tillbaka från akademin.

## Bildgalleri

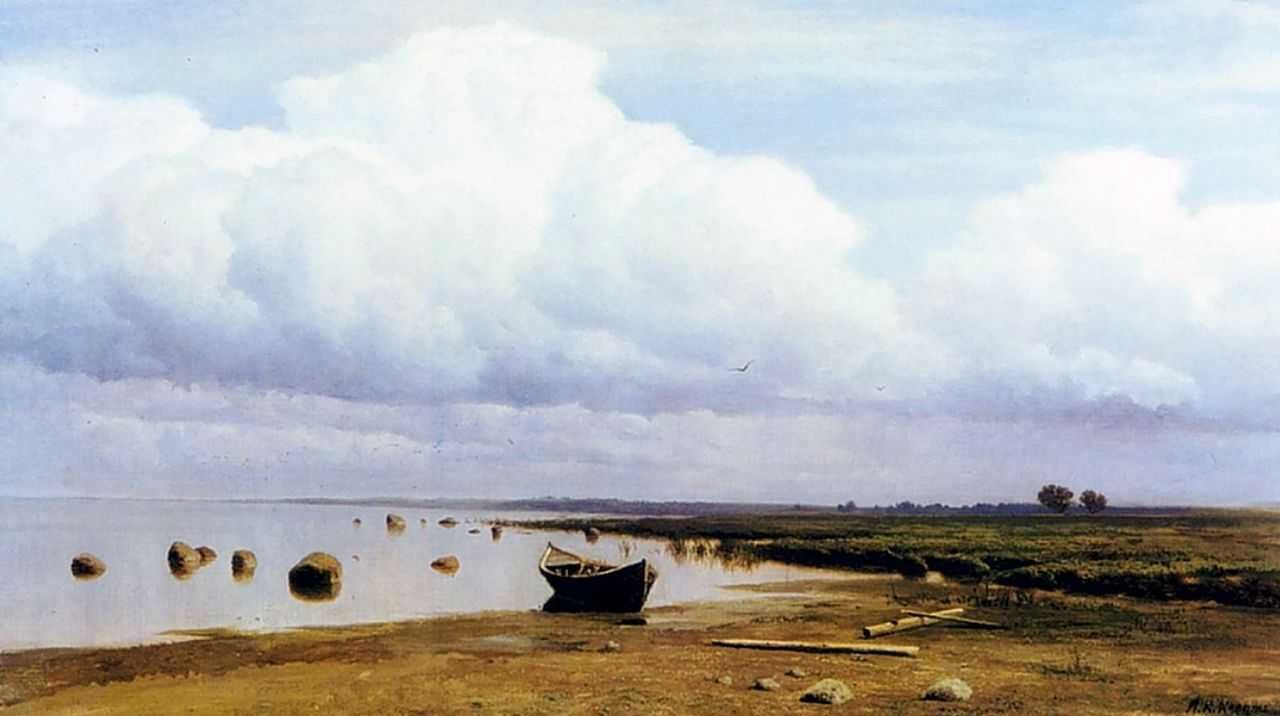
Finska viken
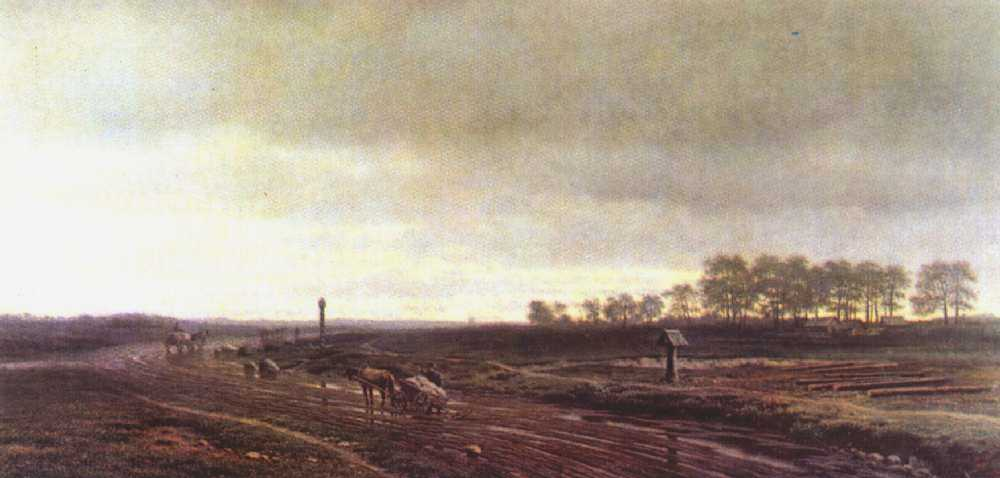
Landsväg på hösten, 1863
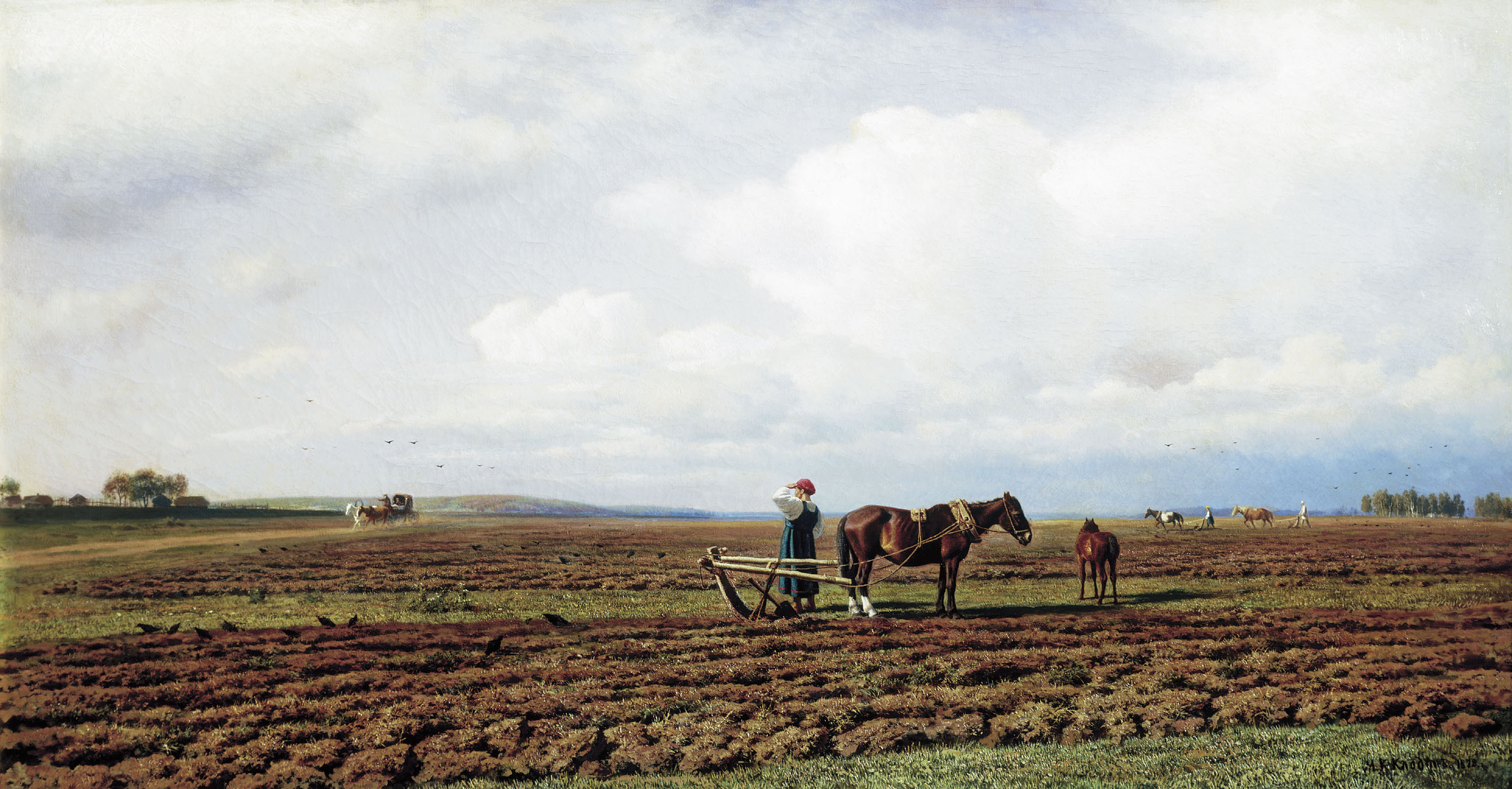
På fälten, 1872
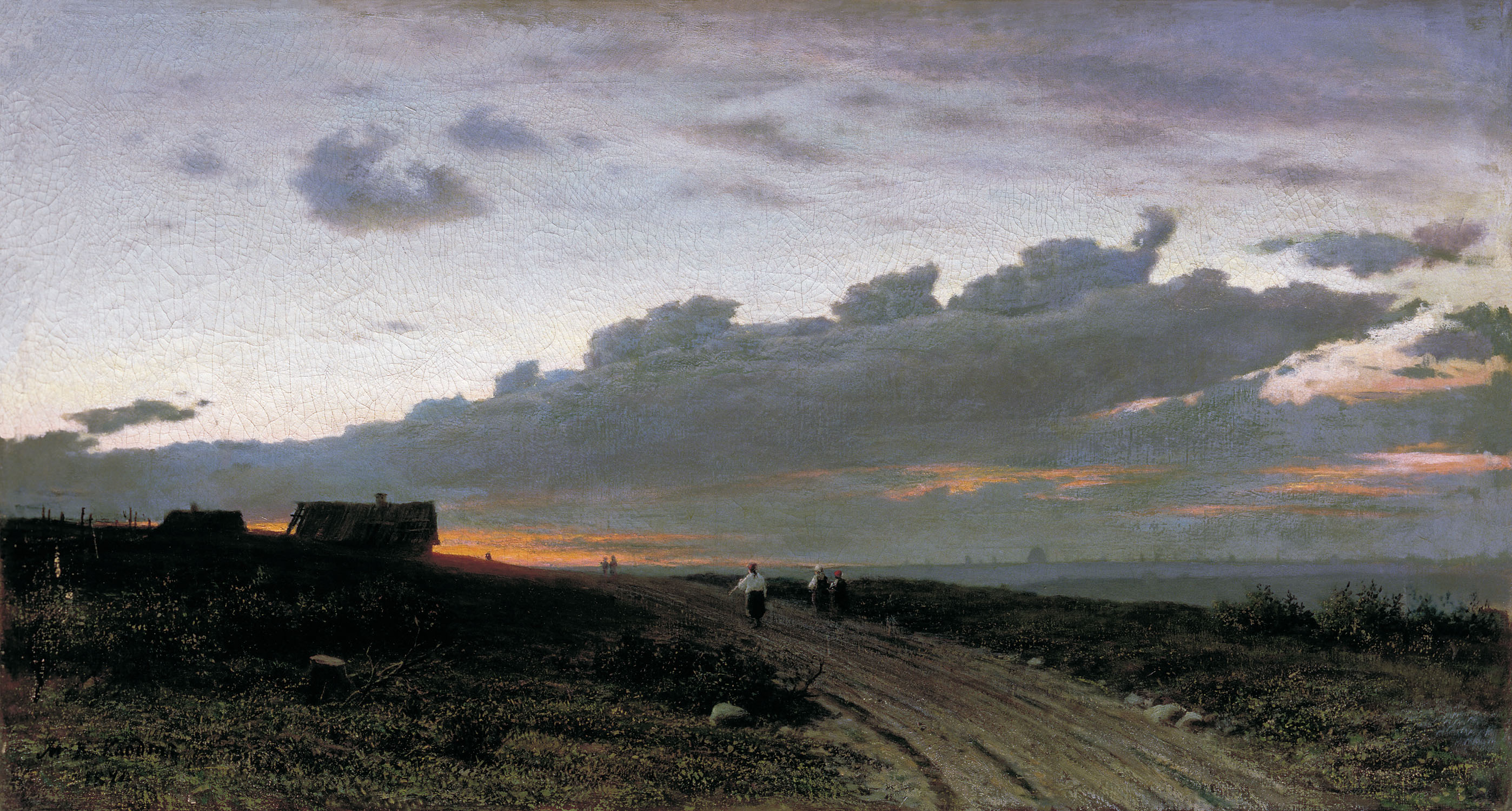
Kvällsvy i en by, Orjol, 1874
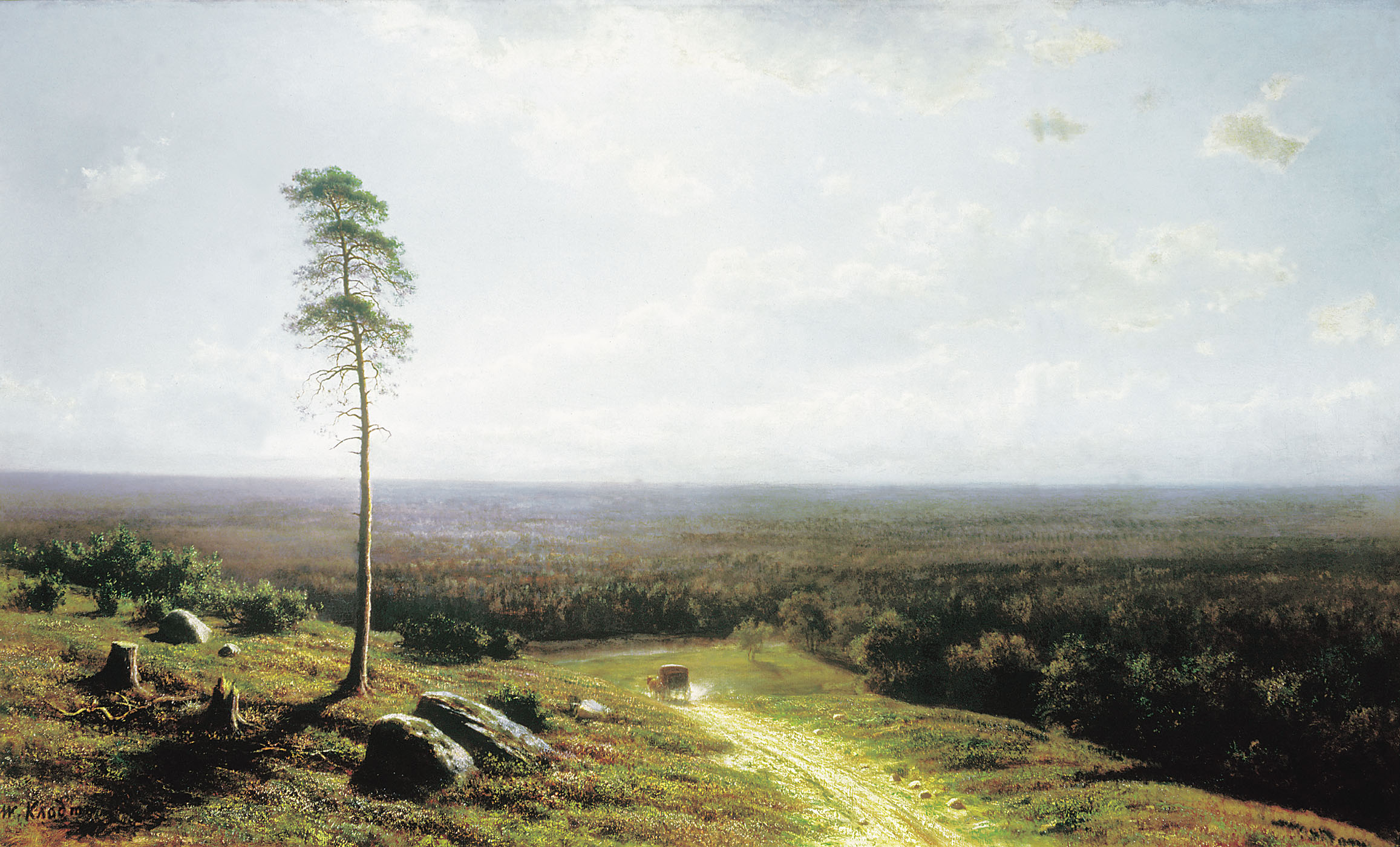
Skogsvy mitt på dagen, 1878
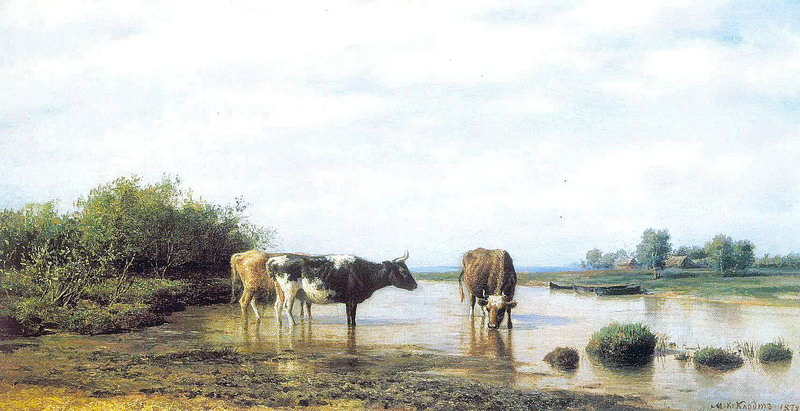
Kor vid floden, 1879
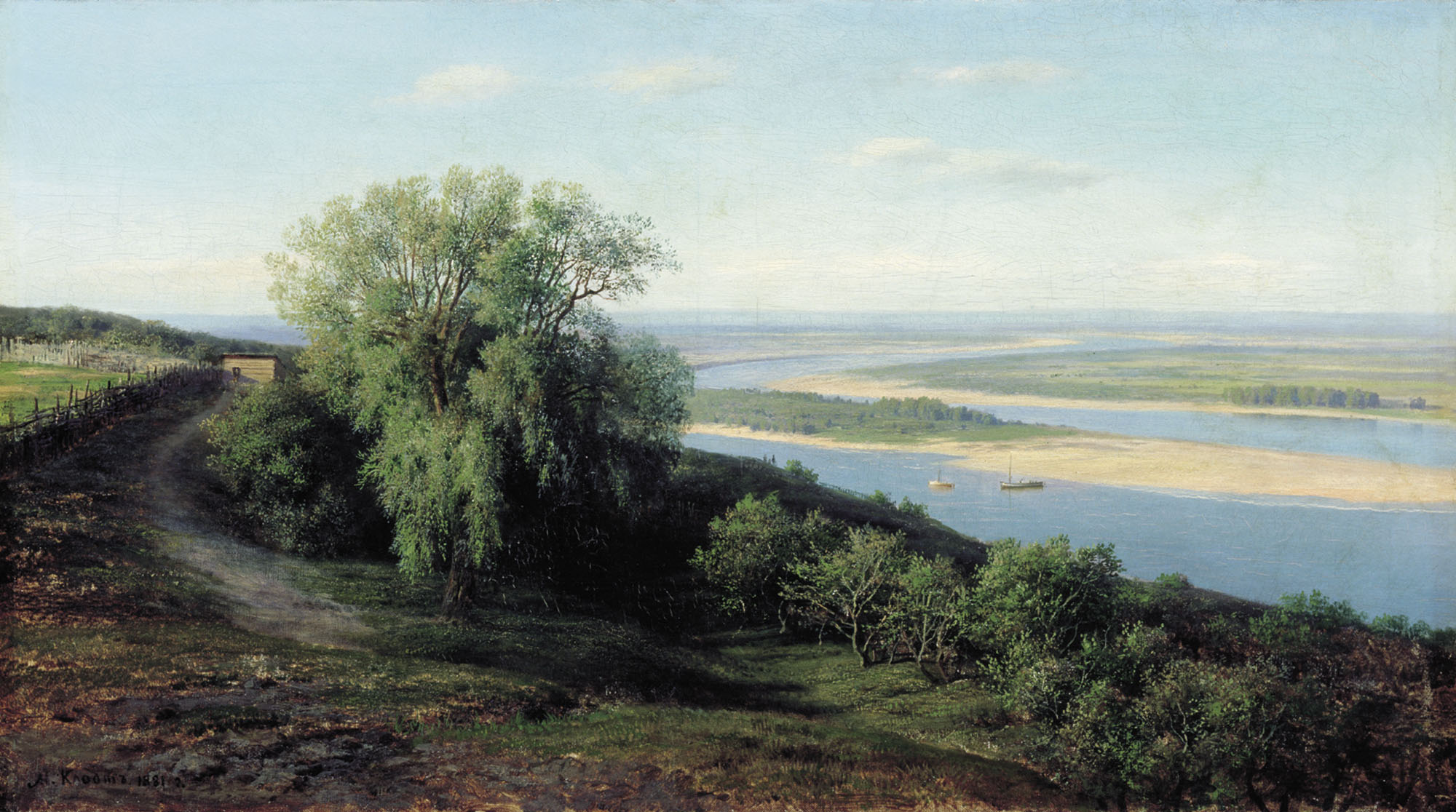
Volga nära Simbirsk, 1881